# Fasolasuchus
Genre
Espèce
Fasolasuchus est un genre éteint de reptiles de l'ordre des Rauisuchia, ayant vécu en Argentine au cours de l'époque géologique du Trias supérieur durant l'âge du Norien il y a environ 215 millions d'années. Il est très probablement le plus grand membre connu des Rauisuchia avec une longueur estimée à 10 mètres de long pour un poids de 6 tonnes.

## Classification
Nous ne savons pas encore avec certitude dans quelle famille ce genre devrait être classé. Il a déjà été considéré comme faisant partie des Rauisuchidae, mais il y a des doutes. Il est actuellement placé par les bases de données taxinomiques sous incertae sedis.